# Joan McCracken
Joan Hume McCracken (Filadelfia; 31 de diciembre de 1917 - Nueva York; 1 de noviembre de 1961) fue una bailarina, actriz y comediante estadounidense que se hizo famosa por su papel de Sylvie ("La chica que cae") en la producción original de Oklahoma de 1943. También destacó por sus actuaciones en los espectáculos de Broadway Bloomer Girl (1944), Billion Dollar Baby (1945) y Dance Me a Song (1950), y las películas Hollywood Canteen (1945) y Good News (1947). 
Aunque no se la recuerda mucho hoy, McCracken fue una creadora de tendencias en el baile de la comedia musical. En su papel en Oklahoma!, McCracken se convirtió en una sensación durante el número de baile " Many a New Day ".  Fue considerada una innovadora en la combinación de danza con comedia, y participó en papeles dramáticos en Broadway y en los primeros años de la televisión, pero su carrera finalmente se vio interrumpida, terminando varios años antes de su muerte a los 43 años, ya que sufrió complicaciones a causa de la diabetes. 
McCracken promovió las carreras de otras bailarinas, incluida Shirley MacLaine, y tuvo una gran influencia en su segundo marido, Bob Fosse, alentándolo a convertirse en coreógrafo. Destacó por su comportamiento poco convencional y su vida real inspiró al personaje de Holly Golightly en la novela de su amigo Truman Capote, Breakfast at Tiffany's.

## Primeros años
Joan Hume McCracken nació en Filadelfia, Pensilvania, el 31 de diciembre de 1917, hija de Mary Humes y Franklin T. McCracken, un destacado periodista deportivo en el Philadelphia Public Ledger que era una autoridad en golf y boxeo.
A los 11 años, recibió una beca para un trabajo acrobático en un gimnasio de Filadelfia y luego estudió danza con Catherine Littlefield. Abandonó la escuela secundaria Oeste de Filadelfia en el décimo grado para estudiar danza en Nueva York con el coreógrafo George Balanchine en la apertura de la School of American Ballet en 1934.

## Carrera

### Carrera temprana
En 1935, McCracken regresó a Filadelfia para unirse a la nueva compañía de ballet de Littlefield, el Ballet de Littlefield (más tarde conocido como el Ballet de Filadelfia). Cuando la compañía de ballet hizo su debut oficial en noviembre de 1935, McCracken era una de sus principales solistas. En 1937, realizó una gira europea con la compañía, en lo que fue la primera gira de una compañía de ballet estadounidense en Europa. Esto añadió tensión a su salud. A McCracken se le diagnosticó entonces diabetes tipo I (entonces conocida como "diabetes juvenil"), que en ese momento era difícil de tratar con la tecnología médica que existía, y la gira europea le hizo aún más difícil cumplir con su régimen de tratamiento. McCracken mantuvo su diabetes en secreto durante toda su vida para evitar dañar su carrera. La enfermedad la hizo propensa a los desmayos, a veces durante las actuaciones, y la llevó a tener complicaciones médicas más adelante en su vida.
En 1940, McCracken y su nuevo esposo Jack Dunphy, también bailarín, se mudaron a la ciudad de Nueva York. Al principio, los dos consiguieron un empleo y McCracken bailó en la compañía de ballet de Radio City Music Hall.  En 1941, bailó con la compañía de ballet en Jacob's Pillow en las montañas de Berkshire en Massachusetts, y más tarde ese año se unió a los Dance Players, formados por el coreógrafo Eugene Loring, con Michael Kidd como asistente y principal bailarín de Loring.

### Oklahoma!y Hollywood
En 1942, McCracken y Dunphy probaron con éxito para papeles en el conjunto de baile del nuevo musical de Rodgers y Hammerstein, Away We Go. Agnes de Mille, que acababa de organizar el Rodeo de Aaron Copland para el Ballet Ruso de Monte Carlo, estaba organizando la producción.  El espectáculo comenzó los ensayos a principios de 1943. Al igual que su marido, McCracken fue elegida para un papel anónimo de baile en el coro. Al comienzo de las pruebas fuera de la ciudad, comenzó a distinguirse, y los críticos advirtieron su forma de bailar. En el momento de la apertura del espectáculo en Broadway ¡ahora se llama Oklahoma!, de Agnes de Mille, McCracken en el papel de Sylvie descubrió su actuación cómica dando un cómico salto en el número de baile " Many a New Day ".  Así fue conocida como "La chica que se cayó".  Las fuentes difieren en cuanto a si la caída fue ideada por McCracken o por de Mille. McCracken ha dicho que la idea era suya, mientras que de Mille y otros la recuerdan como que fue ideada por los coreógrafos. Celeste Holm, miembro del reparto original, atribuyó la idea al compositor Richard Rodgers.
La actuación de McCracken en Oklahoma! Condujo a un contrato con Warner Brothers. El estudio la eligió para Hollywood Canteen (1944), un espectáculo de estrellas en el que los actores contratados de Warner se representaron a sí mismos. McCracken apareció en una escena de baile especial llamada "Ballet in Jive".  El número de baile recibió una crítica favorable. McCracken inicialmente se mostró entusiasmada con el trabajo en películas, pero su experiencia con el trabajo en Hollywood Canteen la desanimó. Tanto su esposo como su hermano estaban sirviendo en el ejército y a ella no le gustaba el tono paternalista de la película, que trataba a los militares como bichos ingenuos que son sorprendidos por las estrellas de cine que se encuentran. McCracken también quedó consternada por la falta de profesionalidad que presenció en Warner Brothers y la falta de orientación que recibió del coreógrafo, LeRoy Prinz .

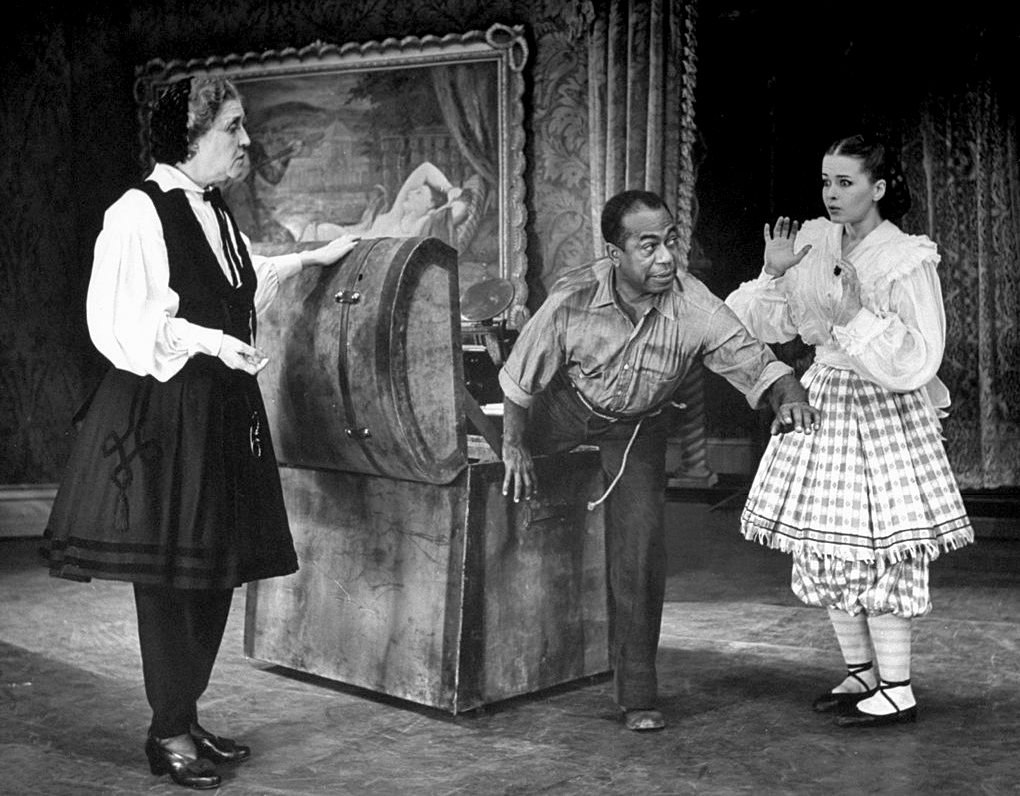
Margaret Douglass (Dolly Bloomer), Dooley Wilson (Pompeyo) y Joan McCracken (Daisy) en la producción de Broadway de Bloomer Girl (1944)

McCracken rompió su contrato con Warner Brothers y regresó a Broadway para aparecer en el musical Bloomer Girl (1944), ambientado durante la Guerra Civil de los EE. UU. y considerado el primer musical de Broadway sobre feminismo. Recibió excelentes críticas por su actuación, que combinó la comedia y la danza.  Si bien no era la estrella en ese programa, su actuación, especialmente del estriptis satírico "T'morra, T'morra", mejoró su reputación como comedianta.

### Broadway y la televisión
Posteriormente protagonizó Billion Dollar Baby, que se estrenó en Broadway en diciembre de 1945, teniendo críticas positivas por su actuación. Su papel protagonista en la obra no logró un avance en su carrera, ya que el programa solo recibió críticas tibias.  Después de Billion Dollar Baby, fue contratada por Metro-Goldwyn-Mayer para aparecer en el musical de 1947 Good News, protagonizada por Peter Lawford y June Allyson. Recibió buenas críticas interpretando a la vivaz Babe Doolittle. Su número de canción y baile, "Pass That Peace Pipe", fue sobresaliente, pero MGM no renovó su contrato y su carrera cinematográfica nunca despegó.  El crítico y novelista  de The Nation, James Agee escribió de McCracken en Good News: "me hace pensar en un cacahuete libidinoso".
McCracken tenía un rango limitado como cantante. Shirley MacLaine la describió como una "mujer pequeña pero poderosa con voz de sirena de niebla". Ansiaba ansiosamente convertirse en una actriz seria, y en 1947 comenzó a estudiar actuación con Bobby Lewis, exalumno del Group Theatre, que pronto sería cofundador de Actors Studio con Elia Kazan y Cheryl Crawford. Ese otoño, por invitación de Lewis, McCracken se convirtió en uno de los miembros fundadores del estudio.
El punto de inflexión en su carrera como actriz llegó en diciembre de 1947, cuando apareció como Virginia, la hija de Galileo, en la producción de Nueva York de la obra de Bertolt Brecht, Galileo, protagonizada por Charles Laughton en el papel principal y dirigida por Joseph Losey.  A diferencia de sus papeles anteriores, Galileo fue un papel dramático directo sin baile. La obra ayudó a establecer su reputación como actriz legítima. También estudió actuación con Sanford Meisner y Herbert Berghof en Neighborhood Playhouse .
En 1949, apareció en la producción de Broadway de Clifford Odets, interpretando a The Big Knife, una feroz acusación a Hollywood. La obra fue dirigida por Lee Strasberg y protagonizada por John Garfield como una estrella de cine a la que un jefe de estudio está chantajeando por el asesinato de un niño durante un accidente automovilístico algunos años antes. En el momento del accidente, el estudio lo cubrió, y ahora lo utilizaba como palanca en el personaje de Garfield.  McCracken interpreta a una prostituta, Dixie Evans, quien estuvo involucrada en el incidente y amenaza con hablar de ello. Su actuación en el papel fue elogiada por los críticos, y Brooks Atkinson de The New York Times lo calificó como "una actuación de calidad".
Su siguiente papel no fue tan útil para su carrera.  Apareció en la comedia musical Dance Me a Song de 1950, que resultó ser un fracaso, aunque fue coreografiada por Agnes de Mille, que había ganado la aclamación de Oklahoma! unos años antes. Como una de las principales estrellas de la obra, apareció en varias escenas, pero la coreografía fue muy criticada por los críticos, al igual que la obra, y las críticas de su actuación fueron variadas.
McCracken fue protagonista junto a Eddie Dowling, un veterano actor de Broadway, en la obra Angel in the Pawnshop, en una gira de 1950 y en Broadway en 1951. Interpretó a una joven que buscaba escapar de su matrimonio con un ladrón homicida, en una casa de empeños propiedad del personaje de Dowling. Mientras está en la casa de empeños, se pone ropa vieja y fantasea con que vive en tiempos más felices. Aunque participó en algunos bailes coreografiados durante la obra, fue un papel dramático directo. Mientras se preparaba la obra de teatro para Broadway, en octubre de 1950, apareció en la televisión en el estreno de Pulitzer Prize Playhouse, interpretando a Essie en You Can't Take It With You . En ese momento, McCracken dio una entrevista que menospreciaba lo que ella describió como la "sobre comercialización" de la televisión, lo que podría haber afectado su carrera en el nuevo medio. Las críticas de Angel in the Pawnshop fueron negativas, y recibió críticas mixtas por su actuación.
Después apareció en Peter Pan, un reestreno de Broadway de 1951 adaptado de la obra de 1904 de JM Barrie. Protagonizó el papel principal en una producción de una compañía de giras en 1951, sucediendo a Jean Arthur. La obra no era un musical, y era diferente de la versión posterior protagonizada por Mary Martin unos años más tarde, pero tenía cinco canciones de Leonard Bernstein. El capitán Hook fue interpretado por Boris Karloff. Su actuación en Peter Pan fue elogiada por los críticos, y fue su papel de actriz favorito.
En 1952, tuvo el papel principal en una de las primeras comedias televisivas, Claudia: La historia de un matrimonio, basada en una serie de películas en la que el papel titular fue interpretado por Dorothy McGuire.  McCracken actuó frente al actor de Broadway Hugh Reilly.
McCracken apareció luego en Broadway en el musical de Rodgers y Hammerstein de 1953, Me and Juliet. La coreografía fue de Robert Alton, quien había trabajado con McCracken en Good News. La obra estaba destinada a mostrar cómo era estar detrás del escenario durante la ejecución de un programa de éxito en Broadway, y se presentó junto a Ray Walston en el " programa dentro de un programa ".  A pesar de que su actuación recibió buenas críticas, la obra no lo hizo, e hizo poco para ayudar a su carrera.

### Declive
A pesar de las críticas favorables de sus actuaciones en The Big Knife y Peter Pan, el empeoramiento de su salud y el fracaso de sus obras más recientes de Broadway afectaron su carrera. A medida que su salud declinaba, descubrió que su habilidad para bailar se veía afectada. Sufrió un ataque cardíaco severo en 1955, seguido de un posible segundo ataque y luego contrajo una neumonía que requirió una estancia prolongada en el hospital. Ella ocultó la gravedad de sus problemas de salud, pero algunos detalles se hicieron públicos. Al salir del hospital, sus médicos le dijeron a McCracken que ya no podía bailar. La noticia fue devastadora para ella.
Aunque apareció en televisión y en papeles dramáticos, su carrera se agotó a fines de la década de 1950, ya que las complicaciones de su diabetes le dificultaron cada vez más su trabajo. Su última aparición en el escenario fue en una producción fuera de Broadway en 1958 de la obra de Jean Cocteau en 1934, The Infernal Machine, en la que apareció junto a John Kerr y June Havoc .

## Vida personal
McCracken destacó por su comportamiento excéntrico. Era desinhibida y, a veces, parecía disfrutar comportándose escandalosamente. En una reunión con la entrenadora vocal de MGM, Kay Thompson, se quitó la blusa y el sostén para "sentirse más cómoda".
Conoció a Jack Dunphy, entonces bailarín de la compañía Littlefield en 1937.  Se casaron en 1939 y se separaron después del servicio de Dunphy durante la Segunda Guerra Mundial, durante la cual McCracken tuvo un romance con el compositor francés Rudi Revil. Más tarde, Dunphy salió del armario como gay, tuvo una relación romántica con Truman Capote, y McCracken y él se divorciaron en 1951. Dunphy siguió siendo el compañero de Capote hasta su muerte en 1984.
McCracken conoció al bailarín y coreógrafo Bob Fosse mientras ambos aparecían en Dance Me a Song, en el que ella tenía un papel protagonista y él era un bailarín especializado. Estuvo casada con él desde diciembre de 1952 a 1959. Trabajó activamente para que él avanzara en su carrera y alentó su trabajo como coreógrafo. Su intervención con el productor George Abbott lo llevó a su primer trabajo importante como coreógrafo, en The Pajama Game.  Se divorciaron cuando su salud empeoró, y Fosse, quien fue infiel durante su matrimonio, dejó a McCracken por Gwen Verdon .
Más adelante en su vida, tuvo en una relación con el actor Marc Adams, y pasó muchos de sus últimos años en una casa en la playa en lo que entonces era una sección aislada de The Pines en Fire Island, Nueva York .
McCracken murió mientras dormía, a causa de un ataque cardíaco provocado por su diabetes, el 1 de noviembre de 1961. Fue incinerada a petición suya. Sus cenizas, que fueron entregadas a su madre, se perdieron posteriormente.

## Legado
En la biografía de McCracken, The Girl Who Fell Down, la crítica de danza Lisa Jo Sagolla dice que McCracken es poco recordada hoy, y no es muy apreciada por su influencia en Fosse, y por sus esfuerzos para alentarlo a pasar de la danza a la coreografía. A pesar de que su carrera entró en un fuerte declive en la década de 1950 debido a su diabetes, influyó directamente en la carrera de MacLaine, así como en Fosse, y fue pionera en la combinación de comedia y danza.
McCracken fue una de las compañeras de la vida de Holly Golightly en la popular novela de Truman Capote, Breakfast at Tiffany's.  Mientras actuaba en Bloomer Girl en octubre de 1944, recibió un telegrama del Departamento de Guerra que le contaba la muerte de su hermano, Buddy McCracken, un mes antes durante un combate especialmente cruel en la isla de Peleliu, en el Pacífico.  Ella reaccionó violentamente cuando supo la noticia, destrozando su vestidor.  McCracken le contó a Capote el incidente y él lo usó en la novela. En el libro, Holly Golightly tiene un estallido violento en reacción a la muerte de su hermano durante el servicio militar en el extranjero.
En la película autobiográfica de Bob Fosse, All That Jazz (1979), el personaje de Angelique, un ángel de la muerte, es interpretado por Jessica Lange. Los rasgos de personalidad de Angelique se parecen a los de McCracken
McCracken es interpretada por Susan Misner en Fosse/Verdon , una serie televisiva sobre la relación entre Fosse y Gwen Verdon.

## Créditos

### Broadway
- ¡Oklahoma! (1943-44)
- Chica Bloomer (1944–45)
- Billion Dollar Baby (1945–46)
- El cuchillo grande (1949)
- Baila conmigo una canción (1950)
- Peter Pan (1950)
- Ángel en la casa de empeño (1951)
- Julieta y yo (1953–54)

### Películas
- Cantina de Hollywood (1944)
- Buenas noticias (1947)
- Eso es bailar! (1985) - imágenes de Good News
- ¡Eso es entretenimiento! III  (1994) - imágenes de Good News[35]

### Televisión
- Estudio del actor ("Night Club", 1948)
- La gran Catalina (1948)[36]
- Pulitzer Prize Playhouse (" No puedes llevártelo contigo ", 1950)
- Claudia: La historia de un matrimonio (1952)
- El teatro Revlon Mirror (1953)[37]
- Brindis de la ciudad , episodio # 6.46 (1953)[38]

### Fuera de Broadway
- La máquina infernal (1958)